# Internet Information Services
Internet Information Services (voorheen Internet Information Server, afgekort IIS) is een webserver voor Windows-machines die serverdiensten voor het internet aanbiedt. Het is ontwikkeld door Microsoft en wordt standaard meegeleverd in versies van Windows Server.
Een server (of computer) waarop een webserverpakket geïnstalleerd wordt, wordt eveneens een webserver genoemd. Oorspronkelijk was IIS een onderdeel van het Option Pack voor Windows NT, maar later werd het een integraal onderdeel van Windows 2000 en Windows Server 2003.  
Microsoft Web Platform Installer is een installatieprogramma om de installatie van IIS, ASP.NET en PHP te vereenvoudigen. Ook software van derden wordt ondersteund, zoals Drupal en Wordpress.

## Versies
In IIS 7.5 worden FTP-, SMTP-, NNTP- en HTTP- en HTTPS-protocollen ondersteund. Eerdere versies hadden ook een Gopher-server.
- IIS 1.0, Windows NT 3.51 - verkrijgbaar als gratis extra module
- IIS 2.0, Windows NT 4.0
- IIS 3.0, Windows NT 4.0 Service Pack 3
- IIS 4.0, Windows NT 4.0 Option Pack
- IIS 5.0, Windows 2000
- IIS 5.1, Windows XP Professional
- IIS 6.0, Windows Server 2003 en Windows XP Professional x64 Edition
- IIS 7.0, Windows Vista en Windows Server 2008
- IIS 7.5, Windows 7 en Windows Server 2008 R2
- IIS 8, Windows 8 en Windows Server 2012
- IIS 8.5, Windows 8.1 en Windows Server 2012 R2
- IIS 10.0, Windows 10 en Windows Server 2016

## Eigenschappen
De webserver zelf is niet in staat om serverside processen uit te voeren, maar laat dit over aan ISAPI-applicaties. Microsoft levert zelf een aantal van dergelijke applicaties voor bijvoorbeeld Active Server Pages en ASP.NET. Daarnaast worden onder andere PHP en Perl ondersteund door applicaties van derden. Vanaf Windows Server 2003 worden alle ISAPI-handlers echter uitgeschakeld en draait de server onder een account met weinig rechten. De reden hiervoor is dat IIS in het verleden het slachtoffer werd van aanvallen op gaten in de beveiliging, zoals de wormen Code Red en Nimda.